# Jan Baptist Brueghel
Jan Baptist Brueghel (pokřtěn 26. prosince 1647 – 1719) byl nizozemský barokní malíř, známý hlavně jako malíř zátiší s ovocem a květinami.

## Životopis
Jan Baptist Brueghel se narodil v Antverpách. Odcestoval do Říma, se stal členem umělecké skupiny Bentvueghels, sdružení hlavně nizozemských a vlámských umělců pracujících v Římě. Pro členy Bentvueghels bylo obvyklé přijmout nějakou výstižnou přezdívku, tzv. Ohnuté jméno. Jan Baptist Brueghel dostal ohnuté jméno Meleager. Nizozemský spisovatel, malíř a životopisec umělců Arnold Houbraken se o Brueghelovi zmínil v básni o sdružení Bentvueghels na konci druhého svazku svého díla a znovu pak ve svém třetím díle seznamu umělců. Byl mladším bratrem Abrahama Brueghela, kterého doprovázel do Neapole. Po smrti Abrahama se vrátil do Říma. Stejně jako Abraham byl znám svými obrazy zátiší s ovocem či květinami. Jan Baptist Brueghel zemřel v Římě.

## Rodokmen
|  |  |                                    |                                    |                                    |                                    | Pieter Bruegel starší (1525/1530–1569) |                                    |                                 |                                 |                                 |                                 |                                 |                                 |                                 |                                 |                                 |                                 |                                 |                                 |                                 |                                 |                                  |                                  |                                                     |                                                     |                                                     |                                                     |                                                     |                                                     |  |  |                                                       |                                                       |                                                       |                                                       |                                                       |                                                       |
|  |  |                                    |                                    |                                    |                                    |                                        |                                    |                                 |                                 |                                 |                                 |                                 |                                 |                                 |                                 |                                 |                                 |                                 |                                 |                                 |                                 |                                  |                                  |                                                     |                                                     |                                                     |                                                     |                                                     |                                                     |  |  |                                                       |                                                       |                                                       |                                                       |                                                       |                                                       |
|  |  |                                    |                                    |                                    |                                    |                                        |                                    |                                 |                                 |                                 |                                 |                                 |                                 |                                 |                                 |                                 |                                 |                                 |                                 |                                 |                                 |                                  |                                  |                                                     |                                                     |                                                     |                                                     |                                                     |                                                     |  |  |                                                       |                                                       |                                                       |                                                       |                                                       |                                                       |
|  |  |                                    |                                    |                                    |                                    |                                        |                                    |                                 |                                 |                                 |                                 |                                 |                                 |                                 |                                 |                                 |                                 |                                 |                                 |                                 |                                 |                                  |                                  |                                                     |                                                     |                                                     |                                                     |                                                     |                                                     |  |  |                                                       |                                                       |                                                       |                                                       |                                                       |                                                       |
|  |  | Pieter Brueghel mladší (1564–1638) | Pieter Brueghel mladší (1564–1638) | Pieter Brueghel mladší (1564–1638) | Pieter Brueghel mladší (1564–1638) | Pieter Brueghel mladší (1564–1638)     | Pieter Brueghel mladší (1564–1638) |                                 |                                 | Jan Brueghel starší (1568–1625) | Jan Brueghel starší (1568–1625) | Jan Brueghel starší (1568–1625) | Jan Brueghel starší (1568–1625) | Jan Brueghel starší (1568–1625) | Jan Brueghel starší (1568–1625) |                                 |                                 |                                 |                                 |                                 |                                 |                                  |                                  |                                                     |                                                     |                                                     |                                                     |                                                     |                                                     |  |  |                                                       |                                                       |                                                       |                                                       |                                                       |                                                       |
|  |  | Pieter Brueghel mladší (1564–1638) | Pieter Brueghel mladší (1564–1638) | Pieter Brueghel mladší (1564–1638) | Pieter Brueghel mladší (1564–1638) | Pieter Brueghel mladší (1564–1638)     | Pieter Brueghel mladší (1564–1638) |                                 |                                 | Jan Brueghel starší (1568–1625) | Jan Brueghel starší (1568–1625) | Jan Brueghel starší (1568–1625) | Jan Brueghel starší (1568–1625) | Jan Brueghel starší (1568–1625) | Jan Brueghel starší (1568–1625) |                                 |                                 |                                 |                                 |                                 |                                 |                                  |                                  |                                                     |                                                     |                                                     |                                                     |                                                     |                                                     |  |  |                                                       |                                                       |                                                       |                                                       |                                                       |                                                       |
|  |  |                                    |                                    |                                    |                                    |                                        |                                    |                                 |                                 |                                 |                                 |                                 |                                 |                                 |                                 |                                 |                                 |                                 |                                 |                                 |                                 |                                  |                                  |                                                     |                                                     |                                                     |                                                     |                                                     |                                                     |  |  |                                                       |                                                       |                                                       |                                                       |                                                       |                                                       |
|  |  |                                    |                                    |                                    |                                    |                                        |                                    |                                 |                                 |                                 |                                 |                                 |                                 |                                 |                                 |                                 |                                 |                                 |                                 |                                 |                                 |                                  |                                  |                                                     |                                                     |                                                     |                                                     |                                                     |                                                     |  |  |                                                       |                                                       |                                                       |                                                       |                                                       |                                                       |
|  |  |                                    |                                    |                                    |                                    |                                        |                                    | Ambrosius Brueghel (1617–1675)  | Ambrosius Brueghel (1617–1675)  | Ambrosius Brueghel (1617–1675)  | Ambrosius Brueghel (1617–1675)  | Ambrosius Brueghel (1617–1675)  | Ambrosius Brueghel (1617–1675)  |                                 |                                 | Jan Brueghel mladší (1601–1671) | Jan Brueghel mladší (1601–1671) | Jan Brueghel mladší (1601–1671) | Jan Brueghel mladší (1601–1671) | Jan Brueghel mladší (1601–1671) | Jan Brueghel mladší (1601–1671) |                                  |                                  | Anna Brueghelová ∞ David Teniers mladší (1610–1690) | Anna Brueghelová ∞ David Teniers mladší (1610–1690) | Anna Brueghelová ∞ David Teniers mladší (1610–1690) | Anna Brueghelová ∞ David Teniers mladší (1610–1690) | Anna Brueghelová ∞ David Teniers mladší (1610–1690) | Anna Brueghelová ∞ David Teniers mladší (1610–1690) |  |  | Paschasia Brueghelová ∞ Hieronymous van Kessel starší | Paschasia Brueghelová ∞ Hieronymous van Kessel starší | Paschasia Brueghelová ∞ Hieronymous van Kessel starší | Paschasia Brueghelová ∞ Hieronymous van Kessel starší | Paschasia Brueghelová ∞ Hieronymous van Kessel starší | Paschasia Brueghelová ∞ Hieronymous van Kessel starší |
|  |  |                                    |                                    |                                    |                                    |                                        |                                    | Ambrosius Brueghel (1617–1675)  | Ambrosius Brueghel (1617–1675)  | Ambrosius Brueghel (1617–1675)  | Ambrosius Brueghel (1617–1675)  | Ambrosius Brueghel (1617–1675)  | Ambrosius Brueghel (1617–1675)  |                                 |                                 | Jan Brueghel mladší (1601–1671) | Jan Brueghel mladší (1601–1671) | Jan Brueghel mladší (1601–1671) | Jan Brueghel mladší (1601–1671) | Jan Brueghel mladší (1601–1671) | Jan Brueghel mladší (1601–1671) |                                  |                                  | Anna Brueghelová ∞ David Teniers mladší (1610–1690) | Anna Brueghelová ∞ David Teniers mladší (1610–1690) | Anna Brueghelová ∞ David Teniers mladší (1610–1690) | Anna Brueghelová ∞ David Teniers mladší (1610–1690) | Anna Brueghelová ∞ David Teniers mladší (1610–1690) | Anna Brueghelová ∞ David Teniers mladší (1610–1690) |  |  | Paschasia Brueghelová ∞ Hieronymous van Kessel starší | Paschasia Brueghelová ∞ Hieronymous van Kessel starší | Paschasia Brueghelová ∞ Hieronymous van Kessel starší | Paschasia Brueghelová ∞ Hieronymous van Kessel starší | Paschasia Brueghelová ∞ Hieronymous van Kessel starší | Paschasia Brueghelová ∞ Hieronymous van Kessel starší |
|  |  |                                    |                                    |                                    |                                    |                                        |                                    |                                 |                                 |                                 |                                 |                                 |                                 |                                 |                                 |                                 |                                 |                                 |                                 |                                 |                                 |                                  |                                  |                                                     |                                                     |                                                     |                                                     |                                                     |                                                     |  |  |                                                       |                                                       |                                                       |                                                       |                                                       |                                                       |
|  |  |                                    |                                    |                                    |                                    |                                        |                                    |                                 |                                 |                                 |                                 |                                 |                                 |                                 |                                 |                                 |                                 |                                 |                                 |                                 |                                 |                                  |                                  |                                                     |                                                     |                                                     |                                                     |                                                     |                                                     |  |  |                                                       |                                                       |                                                       |                                                       |                                                       |                                                       |
|  |  |                                    |                                    |                                    |                                    | Jan Pieter Brueghel (1628–1664)        | Jan Pieter Brueghel (1628–1664)    | Jan Pieter Brueghel (1628–1664) | Jan Pieter Brueghel (1628–1664) | Jan Pieter Brueghel (1628–1664) | Jan Pieter Brueghel (1628–1664) |                                 |                                 | Abraham Brueghel (1631–1690)    | Abraham Brueghel (1631–1690)    | Abraham Brueghel (1631–1690)    | Abraham Brueghel (1631–1690)    | Abraham Brueghel (1631–1690)    | Abraham Brueghel (1631–1690)    |                                 |                                 | Jan Baptist Brueghel (1647–1719) | Jan Baptist Brueghel (1647–1719) | Jan Baptist Brueghel (1647–1719)                    | Jan Baptist Brueghel (1647–1719)                    | Jan Baptist Brueghel (1647–1719)                    | Jan Baptist Brueghel (1647–1719)                    |                                                     |                                                     |  |  | Jan van Kessel starší (1626–1679)                     | Jan van Kessel starší (1626–1679)                     | Jan van Kessel starší (1626–1679)                     | Jan van Kessel starší (1626–1679)                     | Jan van Kessel starší (1626–1679)                     | Jan van Kessel starší (1626–1679)                     |
|  |  |                                    |                                    |                                    |                                    | Jan Pieter Brueghel (1628–1664)        | Jan Pieter Brueghel (1628–1664)    | Jan Pieter Brueghel (1628–1664) | Jan Pieter Brueghel (1628–1664) | Jan Pieter Brueghel (1628–1664) | Jan Pieter Brueghel (1628–1664) |                                 |                                 | Abraham Brueghel (1631–1690)    | Abraham Brueghel (1631–1690)    | Abraham Brueghel (1631–1690)    | Abraham Brueghel (1631–1690)    | Abraham Brueghel (1631–1690)    | Abraham Brueghel (1631–1690)    |                                 |                                 | Jan Baptist Brueghel (1647–1719) | Jan Baptist Brueghel (1647–1719) | Jan Baptist Brueghel (1647–1719)                    | Jan Baptist Brueghel (1647–1719)                    | Jan Baptist Brueghel (1647–1719)                    | Jan Baptist Brueghel (1647–1719)                    |                                                     |                                                     |  |  | Jan van Kessel starší (1626–1679)                     | Jan van Kessel starší (1626–1679)                     | Jan van Kessel starší (1626–1679)                     | Jan van Kessel starší (1626–1679)                     | Jan van Kessel starší (1626–1679)                     | Jan van Kessel starší (1626–1679)                     |